# Dolors Creus Casanovas
Dolors Creus Casanovas (Cervera, 1881 - Tàrrega 1954) era filla d'una família dedicada a la pagesia. Es va casar amb Antoni Pont Pont, veí de Tordera (un poblet entre Cervera i Tàrrega), que també pertanyia a una família pagesa de moltes generacions.
Instal·lats a Tàrrega, van començar el negoci de fruits de la terra (trencaven ametlles a mà i en venien el gra), recollien olives dels pagesos i les venien als molins d'oli.
El 1914 van comprar un trull i van ser pioners en el tractament comercial d'olis i fruita seca. El 1920 van tenir la primera màquina esclofolladora d'ametlles de Catalunya. El gra se separava de la clofolla en una gran taula on Dolors Creus comandava i supervisava la feina que hi feien una gran quantitat de dones tot el dia.
La Guerra Civil va arribar que ella ja era vídua. Amb dos dels seus quatre fills al front, ella duia l'empresa i la família amb esperit auster. Tot "pel bé de la casa", deia, vivint amb il·lusió la continuïtat de la família i de l'empresa.
El 1939 instal·la una extractora d'oli de pinyola i una refineria, i ella ven l'oli d'oliva produït al molí.
Acabada la guerra, ajuda la segona generació. Ella era el referent; una dona de caràcter fort i emprenedor, que "predicava" l'harmonia. La seva il·lusió era veure créixer l'empresa familiar, que més endavant s'internacionalitzaria amb la marca Borges. Actualment el grup Borges té trenta-sis empreses de capital familiar.